# District de Lure
Le district de Lure est une ancienne division territoriale française du département de la Haute-Saône de 1790 à 1795.
Il était composé des cantons de Lure, Grange le Bourg, Hericourt, Melizey, Ronchamp et Villersexel.